# 耶律吼阿不
耶律吼阿不（?—?），辽朝皇族，为辽世宗长子，生母不详。
耶律俨旧史皇族传中，作世宗第三子，辽景宗皇帝，是辽世宗第二子。耶律只没是第三子。耶律吼阿不早逝世，墓号太子院。当是世宗嫡长子，母亲萧撒葛只（景宗之母）。辽景宗即位，亲祭于墓，追册为皇太子，谥号莊聖。    

## 传記資料
- 《遼史》皇子表